# Pantar
Pantar (em indonésio:  Pulau Pantar) é uma ilha da Insulíndia, pertencente à Indonésia. É a segunda maior do arquipélago de Alor, após Alor. Situa-se a oeste de Alor e de outras ilhas menores do arquipélago, e a leste do estreito de Alor, que a separa do arquipélago de Solor. A sul fica o estreito de Ombai, e a 72 km a ilha de Timor. A norte fica o mar de Banda. A ilha de Pantar tem 50 km de norte a sul e varia de 11 a 29 km no sentido este-oeste. A sua área é de 728 km². As principais localidades são Baranusa e Kabir. Administrativamente, a ilha integra a regência de Alor.
É composta por duas zonas geográficas distintas. A zona oriental é dominada por uma série de colinas verdes que caem abruptamente para a costa do estreito de Alor. A zona ocidental é relativamente plana, e consiste numa planície que desce suavemente para oeste a partir do topo de um vulcão ativo de 900 m, o monte Sirung. A zona ocidental é caracteristicamente mais seca e muito menos densamente povoada que a zona oriental. Devido à sua altitude relativamente baixa, toda a ilha é mais seca que as suas vizinhas no arquipélago de Alor. A estação seca é longa, intercalada com fortes chuvas da estação chuvosa, que culmina entre janeiro e fevereiro.
A economia está dominada pela agricultura de subsistência e pela pesca. O cultivo mais comum é o de arroz, milho e mandioca. As colheitas são em abril e armazena-se para consumo durante a estação seca. Recentemente, a produção comercial das algas marinhas tem sido promovida ao longo da costa norte. O turismo está pouco desenvolvido, baseando-se num pequeno centro de mergulho que se estabeleceu recentemente na costa nordeste.
O acesso à ilha de Pantar só é feito por via marítima, não havendo pista de aviação em Pantar. Pequenos barcos a motor de madeira percorrem as rotas entre Alor e Pantar todos os dias, servindo numerosas comunidades. O transporte estatal serve semanalmente a rota entre Baranusa e Kalabahi (Alor) e Larantuka (Flores).